# Pișceana, Bila Țerkva
Pișceana (în ucraineană Піщана) este o comună în raionul Bila Țerkva, regiunea Kiev, Ucraina, formată numai din satul de reședință.

## Demografie
Componența lingvistică a comunei Pișceana
     Ucraineană (98,03%)
     Rusă (1,63%)
     Alte limbi (0,09%)
Conform recensământului din 2001, majoritatea populației comunei Pișceana era vorbitoare de ucraineană (98,03%), existând în minoritate și vorbitori de rusă (1,63%).